# Athirson
Athirson Mazzoli de Oliveira, kurz Athirson genannt, (* 16. Januar 1977 in Rio de Janeiro) ist ein ehemaliger brasilianischer Fußballspieler und -trainer.

## Karriere
Athirson spielte zwischen 1998 und 2005 für Flamengo Rio de Janeiro, den FC Santos, Juventus Turin und Cruzeiro Belo Horizonte. 1999 nahm er mit der brasilianischen Nationalmannschaft am Konföderationen-Pokal in Mexiko teil und bestritt ein Länderspiel gegen Neuseeland. Nach einem positiven Dopingtest wurde er 2000 für 29 Tage gesperrt. Zur Saison 2005/06 wechselte Athirson zum deutschen Verein Bayer 04 Leverkusen in die Fußball-Bundesliga.
Nach der Spielzeit 2006/07 wurde Athirsons Vertrag bei Bayer aufgelöst. Er machte in 30 Bundesligaspielen zwei Tore. Im August 2007 unterschrieb er einen Vertrag beim brasilianischen Verein Botafogo FR. Hier blieb er bis Jahresende, danach tingelte er durch meist unterklassige Klubs, bis er 2012 seine aktive Laufbahn beendete.
Ab 2015 versuchte Athirson sich auch als Fußballtrainer, konnte sich aber nicht durchsetzen. Außerdem wurde Athirson im Oktober 2018 zum Trainer von Goytacaz ernannt.

## Erfolge
Nationalmannschaft
- Teilnehmer an Olympischen Spielen: 2000
- Teilnehmer am Gold Cup: 1996
- Copa América: 1999

Flamengo
- Taça Guanabara: 1996, 1999
- Taça Rio: 1996, 2000
- Staatsmeisterschaft von Rio de Janeiro: 1996, 1999, 2000
- Copa de Oro Nicolás Leoz: 1996
- Copa dos Campeões Mundiais: 1997
- Copa Mercosur: 1999

Santos
- Copa Conmebol Zweiter: 1998

Juventus Turin
- Serie A: 2001/02
- Supercoppa: 2002

ZSKA Moskau
- Russischer Fußball-Supercup: 2004

Brasiliense
- Distriktmeisterschaft von Brasília: 2008

Cruzeiro
- Staatsmeisterschaft von Minas Gerais: 2009